# Bulbophyllum inclinatum
Bulbophyllum inclinatum är en orkidéart som beskrevs av Johannes Jacobus Smith. Bulbophyllum inclinatum ingår i släktet Bulbophyllum och familjen orkidéer. Inga underarter finns listade i Catalogue of Life.